# 1961年パリ虐殺
1961年パリ虐殺 (1961ねんパリぎゃくさつ、仏:Massacre du 17 octobre 1961、英:Paris massacre of 1961) は、1961年10月17日にフランスのパリでパリ警視庁の警察官がアルジェリア系住民を大量虐殺した事件である。

## 概要
アルジェリアがフランスからの独立を目指したアルジェリア戦争（1954-62年）の最中の1961年10月5日、パリとその近郊ではアルジェリア系のイスラム教徒とイスラム教徒のフランス人だけに夜間外出禁止令(午後8時30分から翌午前5時30分)が発令され、これに対して差別的だとしアルジェリア民族解放戦線(FLN)が呼びかけて3万人以上がパリ郊外での抗議デモに参加した。
デモの参加者は武器の携帯を禁じられ平和裏に行われたが、パリ警視庁が身内に死傷者が出たとのデマを信じ、デモの参加者を弾圧した。12000人以上が逮捕され、一部は収容所で殴り殺されたり現場で射殺されるなどした。犠牲者数にはさまざまな説がありフランス政府が主張している犠牲者数は48人。ジャン・ポール・ブリュネは50人以上。ほかの歴史家は200-300人以上であるとしている。。主な死因は警察官による殴打や射殺、デモ隊をセーヌ川に投げ込んだことによる溺死とされている。
一部の遺体はセーヌ川に遺棄されたものの、その多くが未だ見つかっていない。
パリ警視庁は翌日アルジェリア人同士の衝突で死者が出たと発表したものの、死者数は3人と実態とは大きくかけ離れた発表だった。しかし、当時は政府による検閲が行われており、長い間事実が知られることはなかった。パリ市がこの事実を認めたのは2001年10月17日になってからのことである。
またフランス政府はさらに遅い2012年10月17日にフランソワ・オランド大統領が1961年パリで起きたアルジェリア人虐殺事件を認めた。
2021年10月16日、エマニュエル・マクロン大統領は60周年を前に虐殺を非難し、フランスが「許されざる犯罪」を犯したことを公式に認めたが、そのような「許されざる犯罪」に対する正式な謝罪や国の責任についての言及は行わなかった。マクロン大統領はその後、フランス大統領として初めて犠牲者の追悼式典に出席した。

## 背景
当時のパリ警視庁警視総監であるモーリス・パポンが指揮下でこの虐殺は実行された。バポンはFLNに殺害された巡査部長の葬儀にて「我々に対する1回の攻撃に対して、我々は10発の銃弾で反撃する」と述べ、また警察の記録によればバポンはとある警察署の警察官にデモの鎮圧を命じる際「破壊」という言葉を用いたとされていて、バポンの過激な方針がこの虐殺の大きな要因となっている。
アルジェリアはフランスの一部であり植民地支配をされていた。それに対して独立を目指したアルジェリアはアルジェリア民族解放戦線(FLN)などが組織され、独立を目指してフランスとのアルジェリア戦争が行われていた。
また事件以前の1958年8月25日、パリでアルジェリア民族解放戦線(FLN)の攻撃があり、13区のロピタル大通りで警官3人が死亡、ヴァンセンヌのカルトゥーシュリーの前でも警官1人が死亡する事件が発生し、これに対しパリ警視庁はアルジェリア人を5000人以上強制収容所に収容した。またFLNは1961年8月末にフランス警察に対する爆弾テロを再開することを決定し、1961年8月末から10月初めにかけて、パリとその近郊で11人の警官が殺害され、17人が負傷した。 これらの爆弾テロにより、パリ警視庁全体に恐怖が広がるだけでなく、社会全体のアルジェリア系住民に対する復讐と憎悪の感情を増大させる効果があった。これにより外見に基づいた弾圧がおこなわれ、アルジェリア人やアルジェリア人に間違えられたスペイン人移民やイタリア人移民など無関係の人間までも職場や路上で逮捕され、溺死させるために手を縛られたままセーヌ川に投げ込まれた。

## 記念碑など
2019年、パリ・セーヌ川にかかるサン＝ミシェル橋のたもとに、1961年パリ虐殺の記念碑が正式にオープニング。
2024年パリオリンピック開会式では、アルジェリア代表団はセーヌ川に赤いバラの花を投げ入れて、1961年パリ虐殺の記念として、平和を祈った。